# Томилов, Пётр Андреевич (генерал)
Пётр Андреевич Томилов (1870—1948) — русский военачальник, генерал-майор Генерального штаба (1915). Герой Первой мировой войны, участник Гражданской войны в составе Белого движения.

## Биография
Родился в семье Андрея Николаевича Томилова (ум. в 1875), полковника и его супруги Ольги Карловны. 
С 1888 года после получения образования в Первом кадетском корпусе поступил в Константиновское артиллерийское училище по окончании которого в 1890 году был произведён в подпоручики и выпущен в Грузинский 14-й гренадерский полк. В 1893 году произведён в поручики. 
В 1898 году после окончания Николаевской академии Генерального штаба с отличием по I разряду был произведён в штабс-капитаны и назначен помощником старшего адъютанта штаба Кавказского военного округа. В 1900 году произведён в капитаны с назначением обер-офицером для поручений при штабе того же округа, одновременно с 1901 по 1902 год отбывал ценз по командованию ротой в 3-м Кавказском стрелковом батальоне. 
В 1904 году произведён в подполковники — начальник строевого отдела штаба Брест-Литовской крепости и штаб-офицер для поручений при штабе Кавказского военного округа. С 1905 года — столоначальник Главного штаба Российской империи. С 1906 по 1908 год — помощник делопроизводителя, с 1908 года произведён в чин полковника с назначением — делопроизводителем Главного управления Генерального штаба. 
С 1914 года — командир Кавказского 2-го стрелкового полка. С 1914 года участник Первой мировой войны во главе своего полка. С 1914 по 1915 год — исполняющий должность  начальника штаба 4-го Кавказского армейского корпуса. В 1915 году произведён в генерал-майоры — генерал-квартирмейстер и начальник штаба Кавказской армии. С 11 мая по 5 октября 1917 года — начальник штаба Кавказского фронта.

Высочайшим приказом от 31 мая 1916 года за храбрость награждён Георгиевским оружием: 
За то, что после занятия частями 4-го Кавказского армейского корпуса линии Лис-Кормунджа, когда турки значительно усилили войска в этом районе, доведя их до 10—11 дивизий и значительно ослабившим нашим силам, сражавшимся на левом фланге, пришлось отходить под давлением превосходных сил турок, генерал-майор Томилов, будучи командирован в район 4-го Кавказского армейского корпуса, неоднократно находясь под действительным ружейным и орудийным огнём, подвергаю свою жизнь явной опасности, произвёл личную разведку и устраивал отходившие войска корпуса, а затем прибыв в штаб армии, при разработки плана операции, внёс в последний добытый им личной рекогносцировкой важные данные которые существенно повлияли на успешный ход всей боевой операции, окончившийся полным разгромом обходящей турецкой армии

Высочайшим приказом от 3 декабря 1916 года  за храбрость был награждён орденом Святого Георгия 4-й степени: 
За отличную храбрость и мужество проявленное генерал-квартирмейстером штаба Кавказской армии, Генерального штаба генерал-майором Томиловым при взятие турецкого города Эрзерума во время Эрзурумской операции
После Октябрьской революции, состоял в распоряжении главнокомандующего Кавказского фронта. С 1918 года был участником Гражданской войны в составе войск Добровольческой армии,  генерал-лейтенант — помощник главноначальствующего и командующего войсками Северного Кавказа по военной части. С 1920 года в резерве чинов при штабе главнокомандующего ВСЮР в Крыму, позже эмигрировал во Францию. В эмиграции состоял членом Русского общевоинского союза.
Скончался 23 июля 1948 года в Ницце, во Франции.
Наталья Аркадьевна Томилова в 1953 году передала все материалы супруга в Бахметьевский архив.

## Семья
Жена — Наталья Аркадьевна, урожд. Стрельбицкая (1887, Екатеринодар—1960, Ницца). Филолог, историк, педагог.  В эмиграции — с 1927 года директор и преподаватель школы при Свято-Николаевском соборе. Инициатор создания и председательница Общества помощи русским учащимся. 
- Дети Петра Андреевича и Натальи Аркадьевны — Мария и Михаил  (1911, Санкт-Петербург—1974, Находка) после эмиграции родителей остались в Советской России.

## Награды
- Орден Святого Станислава 3-й степени (ВП 1901)
- Орден Святой Анны 3-й степени (ВП 1904)
- Орден Святого Станислава 2-й степени (ВП 1907)
- Орден Святой Анны 2-й степени с мечами (ВП 19.02.1915)
- Орден Святого Владимира 4-й степени (ВП 10.04.1911)
- Орден Святого Станислава 1-й степени с мечами (ВП 7.07.1915)
- Орден Святого Владимира 3-й степени с мечами (ВП 28.08.1915)
- Орден Святой Анны 1-й степени (ВП 23.11.1915)
- Орден Святого Владимира 2-й степени с мечами (ВП 7.05.1916)
- Георгиевское оружие (ВП 31.05.1916)
- Орден Святого Георгия 4-й степени (ВП 3.12.1916)